# Setaria roemeri
Setaria roemeri är en gräsart som beskrevs av Pieter Jansen. Setaria roemeri ingår i släktet kolvhirser, och familjen gräs. Inga underarter finns listade i Catalogue of Life.